# Jan van Ruysbroeck

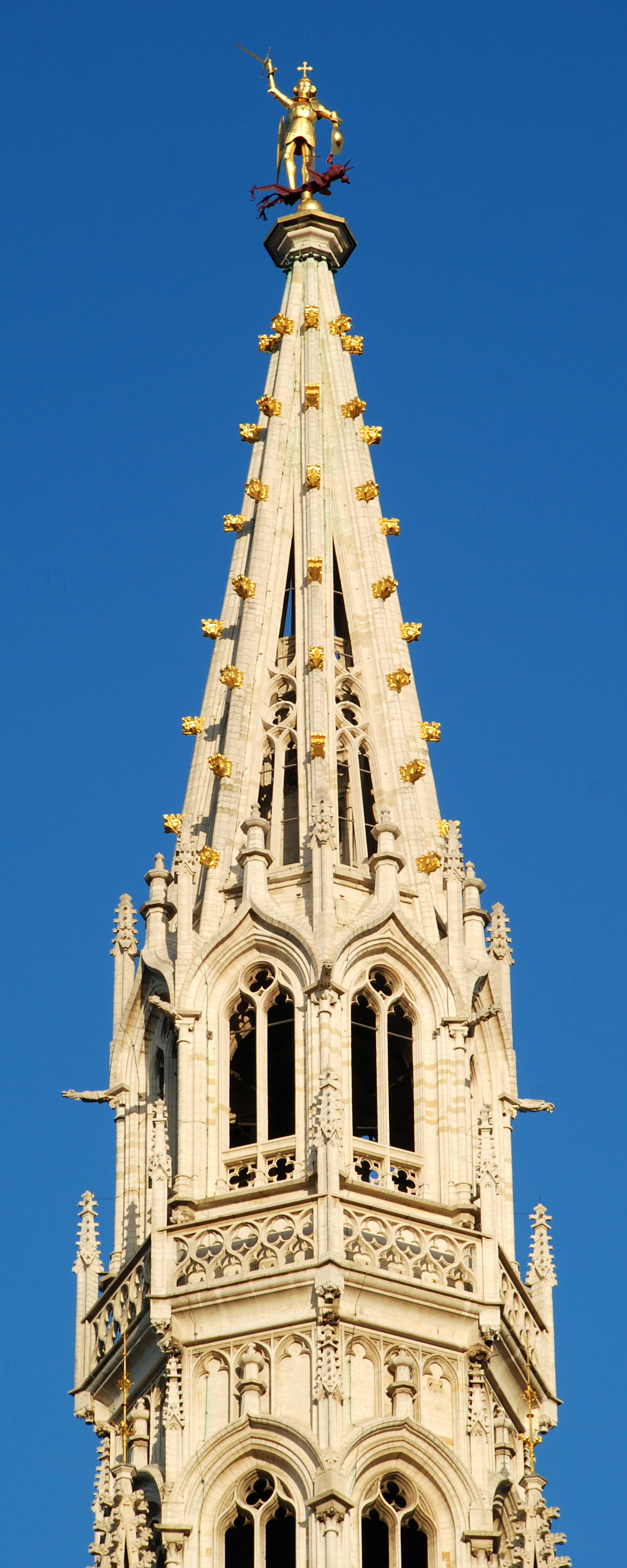
De opengewerkte, achthoekige torenhelm van Ruysbroeck op het stadhuis van Brussel.

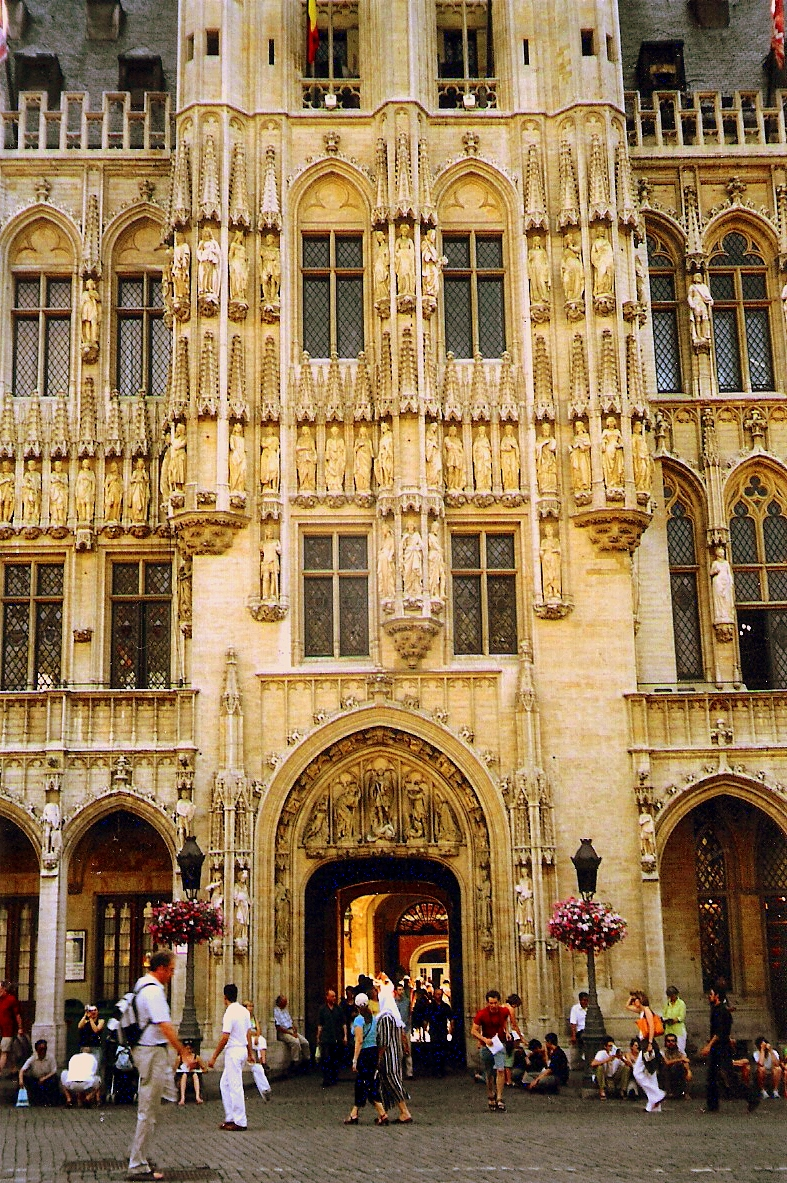
Het asymmetrische torenportaal en de half blinde vensters rechts naast de toren.

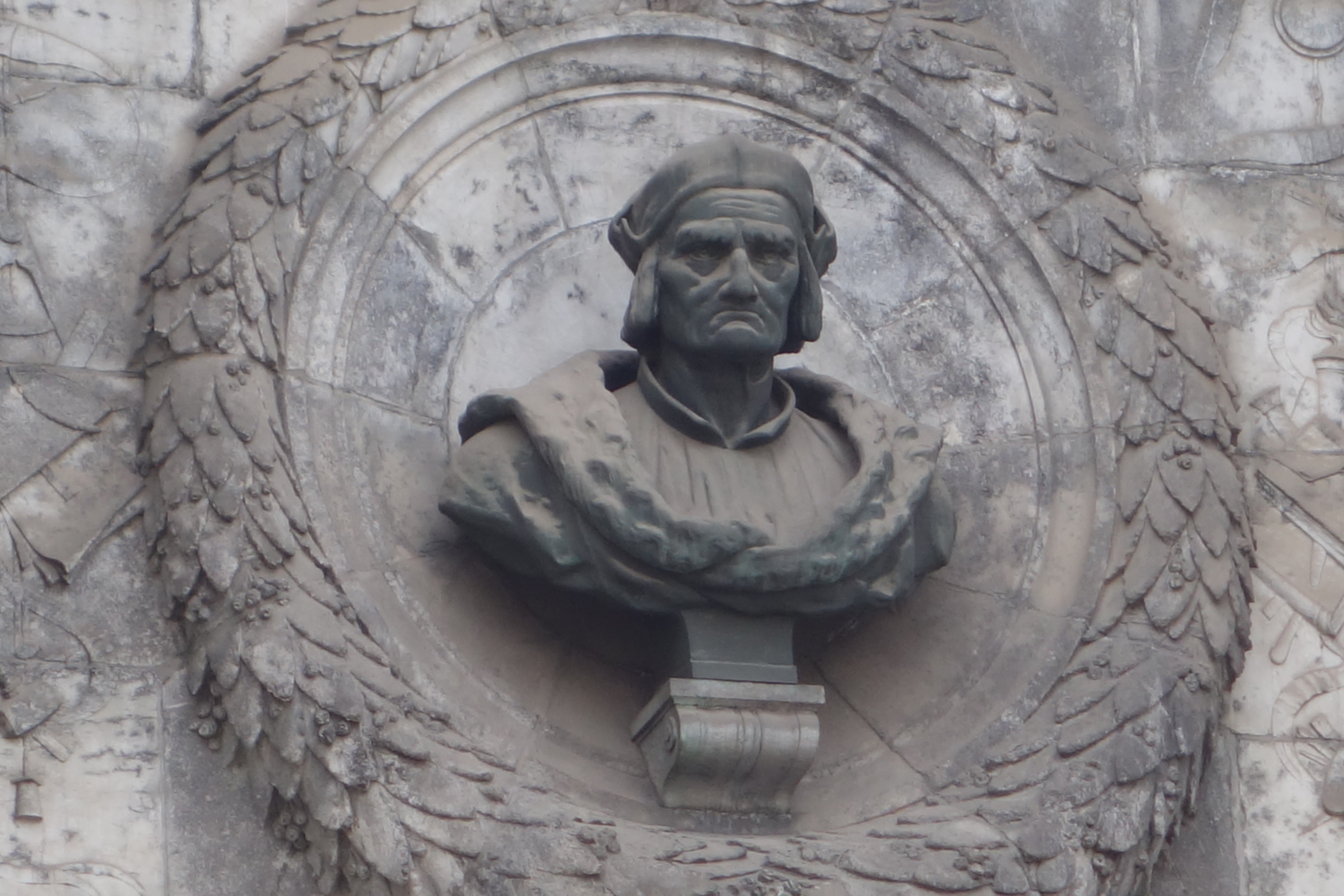
19e-eeuws borstbeeld van Ruysbroeck door Félix Bouré (gevelsculptuur KMSKB)

Jan van Ruysbroeck (Brussel, ca. 1396 - aldaar, ca. 1486), eigenlijk Jan van den Berghe, was een Brabants architect uit de 15e eeuw. Het hoogtepunt van zijn lange en rijkgevulde carrière was de uitbreiding van het Brusselse stadhuis. Hij plaatste er een van de ingenieuze torenspitsen op waarin hij gespecialiseerd was.

## Levensloop
Het eerste spoor van Ruysbroeck is zijn deelname aan de bloedige revolte van de Brusselse naties (1421). De rijke ambachtselite veroverde zich een plaats naast de oude adel in het bestuur van de stad. Met de andere leiders van de opstand trad Ruysbroeck toe tot de nieuw samengestelde Wet, zetelend in het pas afgewerkte stadhuis (1421). Het volgende jaar werd hij bestuurder van het godshuis Ter Arken. Ook nadien bleef hij politiek actief, met nieuwe mandaten in het stadsbestuur (1432, 1448).
Naadloos ging hij over van raadslid ín het stadhuis naar architect ván het stadhuis. Dit blijkt uit een document waarin de stedelijke rentmeesters bevestigen dat Janne van Ruysbroeck in januari 1449 de eed had afgelegd en dat ze hem hadden aangenomen als meester van den steenwerke van den torre van der stad raithuse op de merct. Hij moest de bestaande torenromp van het belfort verhogen en nam ook de nieuwe rechtervleugel voor zijn rekening. Het gotische gebouw op de Grote Markt wordt wereldwijd beschouwd als een meesterstuk van middeleeuwse seculiere architectuur.
Na de voltooiing van het stadhuis werd Ruysbroeck op 12 juni 1459 meester-metselaar van hertog Filips de Goede, in opvolging van Corneille Lambrechts. Met 50 peters per jaar kreeg hij een royaal salaris. Doorheen Brabant voerde hij tal van werken uit aan hertogelijke bezittingen (de kastelen van Vilvoorde, Tervuren en Genappe, de windmolens van Halen). Onder Karel de Stoute werd de functie geografisch in vier gesplitst en kreeg Ruysbroeck het Brusselse toegewezen. Hij bleef in dienst van de hertogen tot op hoge leeftijd, ook onder Maria van Bourgondië. Pas in 1483-84 werd hij opgevolgd door Hendrik van Evergem. Parallel was hij vanaf 1470 ook beginnen werken voor het kapittel van Sint Goedele, dat hem aanstelde als meester werckman van Sinte-Goedelen kerke in opvolging van Hendrik de Mol.
Hoewel Ruysbroeck dus bij uitstek in Brussel actief was, leverde zijn faam hem projecten op over het hele land, van Luik tot Oudenaarde. Voor de Leuvense augustijnen bekroonde hij de onafgewerkte toren van hun Sint-Geertruikerk met een spits. Er kwamen geen balken of leien aan te pas, zodat de Leuvenaars de gebeitelde "toren zonder nagels" tot hun zeven wonderen rekenden en vertelden dat hij gebouwd was door kabotermannekens. Daarmee onderschatten ze toch het gebruik van ringen, dwarsroeden, sterren en andere metalen elementen in de ingenieuze torenconstructies van Ruysbroeck.
Toen hij tegen de 90 liep werd Ruysbroeck hulpbehoevend. Zijn kinderen kwamen op 19 juli 1485 overeen dat dochter Katelijne voor haar vader zou zorgen (die in de akte wordt omschreven als zeer out, blend ende van memorien beroeft). Hij stierf niet veel later op een onbekende datum.

## Werk (selectie)
- een deel van het Koudenbergpaleis (1431-1436)
- de hexagonale wasfontein van het Lieve-Vrouwehospitaal in Oudenaarde (1443-1445)
- de torenhelm en een deel van de rechtervleugel van het stadhuis van Brussel (1449-1455)
- een deel van de Sint-Lambertuskathedraal in Luik (1451-1454)[3]
- de torenspits van de Sint-Gertrudiskerk in Leuven (1453)
- mogelijk de kloosterkerk van Zevenborren (gereed in 1467)[4]
- de grote spui op de Dijle (met Mathieu de Layens en Jan Thuys, 1465)
- een deel van de Sint-Pieter-en-Sint-Guidokerk in Anderlecht (1479-1485)
- een deel van de Kathedraal van Sint-Michiel en Sint-Goedele in Brussel (1470-1485)

Zoals vele Brusselse steenbickeleren combineerde Ruysbroeck het bouwmeesterschap met steenhandel. Zo leverde hij in Oudenaarde natuursteen voor de Sint-Walburga, het stadhuis en het Onze-Lieve-Vrouwehospitaal. In 1461 vervoerde hij met zijn zoon Jan het marmer voor de graftombe van Filips de Stoute naar Dijon.
Als bouwmeester zijn twee interessante contracten van hem bewaard. Voor het stadhuis werd hij betaald voor ontwerpwerk (betrecken), op basis waarvan hij dan de steenhouwersmallen liet maken. Het project was zodanig belangrijk dat hij zonder toestemming van de rentmeesters niet langer dan een dag en een nacht mocht wegblijven uit Brussel. Hij moest elk stuk persoonlijk inspecteren alvorens het vermetseld werd, en mocht geen aannemerswerk doen voor de werf onder zijn toezicht.

## Familie
Ruysbroeck kwam uit een steenhouwersgeslacht. Hij was een zoon van Gillis van Ruysbroeck, die zijn atelier had in de Lakensestraat.
Hij trouwde met Anna Meerts en woonde met haar in de Boterstraat. Ze hadden vijf kinderen: Joanna, Jan, Jacob, Willem en Margriete. Hun zonen Jan en Willem werden ook architect.

## Zelfmoordlegende
Volgens een legende die al in de 17e eeuw de ronde deed, hing Ruysbroeck zich op toen hij zag dat hij de stadhuistoren niet in het midden van de gevel had geplaatst. Ondanks een pact met een als monnik verklede duivel en de ontdekking van ossenhuiden als fundamentverstevigers, was de rechtervleugel blijven steken in het moeras. Een modernere versie laat hem van de torenspits springen en te pletter storten (volgens sommigen is de ster op de binnenkoer van het stadhuis aangebracht om te markeren waar hij neerkwam).
In werkelijkheid is de dubbele asymmetrie (van de toren binnen het gebouw en van de poort binnen de toren) perfect te verklaren vanuit de bouwgeschiedenis. In zijn eerste gedaante bestond het nieuwe stadhuis uit één enkele vleugel en een hoektoren, die diende als belfort. Op de eerste verdieping ervan werden de stedelijke privilegies en ordonnanties bewaard. De beveiliging werd zodanig ernstig genomen dat men de onbeschermde kanten van de toren (t.t.z. de vrijstaande rechter- en achterkant) anderhalve meter dik maakte. Daardoor kon het portaal niet in het midden worden geplaatst, tenzij men de toren minder rank maakte of de doorgang smaller. De verzwaarde rechterkant had naast een beveiligende ook een dragende functie, bij gebrek aan een vleugel om tegen te leunen. Na voltooiing van het gebouw groeide de wens om het een hogere toren te geven. Men achtte zo'n delicate ingreep niet mogelijk zonder een ondersteunende rechtervleugel bij te bouwen, waarvan de gevel tegen de toren zou aanleunen. Voor extra sterkte liet Ruysbroeck een steunbeer metselen die de eerste vensters van de gevel voor de helft blind maakte. Dat de rechtervleugel korter uitviel dan de linker, was functie van de beschikbare ruimte. De positie van de toren en het portaal zijn dus een doordachte verzoening van functionaliteit en esthetiek, met harmonieus resultaat.

## Herontdekking en monumenten
Na eeuwen vergetelheid schreef Gautier in 1827 weer Ruysbroecks naam neer. De historici doken in de archieven en duikelden een figuur op die de liberale 19e eeuw sterk aansprak. Zijn fictieve portret verscheen in de openbare ruimte:
- Een buste van Ruysbroeck is te zien in een van de medaillons boven de toegangspoorten van de Koninklijke Musea voor Schone Kunsten van België (naast Rubens en Giambologna). Ze is het werk van Antoine Félix Bouré.
- Louis Samain maakte een borstbeeld van Ruysbroeck (KMSKB).
- Onder het portaalgewelf van zijn stadhuis plaatste men in de 19e eeuw een standbeeld van Ruysbroeck met een maquette in de hand.[15]

## Voetnoten
1. ↑  Alphonse Wauters schreef dat Ruysbroeck overleden was op 28 mei 1485, maar op 12 augustus 1485 namen zijn kinderen nog geld voor hem in ontvangst.
2. ↑  G.J.C. Piot, Histoire de Louvain, depuis son origine jusqu’aujourd’hui. Première partie - Histoire de la ville, Leuven, 1839, blz. 97
3. ↑  In de registers van de kerkfabriek heette hij magister Johannes de Monte, de Bruxella (Reg. B-I-7, fol. 7v)
4. ↑  Dit wordt afgeleid uit het feit dat hij er een glasraam schonk: Alphonse Wauters, Histoire des Environs de Bruxelles, vol. IV, 1855, blz. 700
5. ↑  Alphonsine Maesschalck en Jos Viaene, "Jan van Ruysbroeck herdacht, 1486–1986", in: Tijdschrift voor Brusselse Geschiedenis, 1985, nr. 2, blz. 17-110
6. ↑  Contract en eed van 1449 voor het stadhuis en contract van 1470 voor de Sint Pieters van Anderlecht. Ze zijn respectievelijk gepubliceerd in Alphonsine Maesschalck en Jos Viaene, Het stadhuis van Brussel, Kessel-Lo, 1960 en in Alphonse Wauters, Etudes et anecdotes relatives à nos anciens architectes, Brussel, 1885.
7. ↑  Merlijn Hurx, De particuliere bouwmarkt in de Nederlanden en de opkomst van de architect (1350-1530)[dode link] , Proefschrift TU Delft, 2010, blz. 269
8. ↑  Guillaume Des Marez, "L'architecte Jean Van Ruysbroeck et le XVe siècle Bruxellois", in: Annales de la société royale d'archéologie de Bruxelles, vol. 31, 1923, blz. 83
9. ↑  Jan-Frans Kieckens, Bouw-beeldhouwkunst, enz. Jan Van Ruysbroeck, bouwmeester des stadhuistorens van Brussel en zijne familie, volgens oude oorkonde medegedeeld, in: Dietsche Warande, 1894, blz. 387-382. In andere teksten wordt deze bron niet besproken, noch de oorkonde uit de Sint-Niklaasregisters waarnaar ze verwijst. Gearchiveerd op 27 januari 2022.
10. ↑  Ze is opgetekend door de dichter Jean-François Regnard in 1681 en voor het eerst (postuum) gepubliceerd in 1731. Deze Fransman, die zich kennelijk geen harmonie zonder symmetrie kon voorstellen, schreef: Het stadhuis is een redelijk merkwaardig gebouw: het werd gemaakt door een Italiaan [sic], die zich ophing uit spijt de toren niet in het midden te hebben geplaatst, zoals zijn epitaaf laat weten; deze man deed op voorhand met zichzelf wat een beul zou gedaan hebben. Hij verdiende niets minder dan een koord, daar hij gemist was op een punt waar mensen zonder de minste kennis van architectuur niet zouden gemist zijn. (Jean-François Regnard, Voyage de Regnard en Flandre, en Hollande, en Danemark et en Suede (1681), uitgegeven door A de Marcy, Parijs, 1874, blz. 23). Regnard vermeldt de naam van Ruysbroeck niet, maar Wauters wel: Alphonse Wauters, Recherches sur l'hôtel de ville de Bruxelles, in: Messager des Sciences Historiques et Archives des Arts en Belgique, Gent, L. Hebbelynck, 1841, blz. 206. Gearchiveerd op 14 augustus 2023.
11. ↑  Eugène Bochart, Bruxelles ancien et nouveau. Dictionnaire historique des rues, places, édifices, promenades, etc., précédé d'un résumé historique de la ville et de ses faubourgs, 1853, blz. 224-225. Gearchiveerd op 14 augustus 2023.
12. ↑  In principe had men kunnen volstaan met brede grondvesten, maar omwille van het veiligheidsaspect liet men de dikke muren doorlopen tot en met de eerste verdieping: zie Alphonsine Maesschalck en Jos Viaene, Het stadhuis van Brussel, Kessel-Lo, 1960, blz. 122.
13. ↑  Bram Vannieuwenhuyze, Brussel, de ontwikkeling van een middeleeuwse stedelijke ruimte , Proefschrift Geschiedenis, Universiteit Gent, 2008, blz. 370. Gearchiveerd op 5 juli 2019.
14. ↑  Frédéric Gautier, Le nouveau conducteur dans Bruxelles et ses environs, 1827, blz. 175
15. ↑  Guillaume Des Marez, "L'achitecte Jean Van Ruysbroeck et le XVe siècle Bruxellois", in: Annales de la société royale d'archéologie de Bruxelles, vol. 31, 1923, blz. 81

- Union List of Artist Names: 500033997
- Virtual International Authority File: 95890844